# Hierarquia católica
O termo Hierarquia Católica é usado para se referir aos membros da Igreja Católica que desempenham a função de governar na fé e guiar nas questões morais e de vida cristã os fiéis católicos. A Igreja Católica tem uma estrutura hierarquizada porque Cristo instituiu-a para "apascentar o povo de Deus em seu nome, e para isso lhe deu autoridade". A Igreja é formada por leigos e pelo clero, que é constituído por "ministros sagrados que receberam o sacramento da Ordem", podendo estes dois grupos terem como membros pessoas consagradas.
A hierarquia católica é principalmente tratada no Livro II do Código de Direito Canônico.

## Clero
Existem tarefas, como por exemplo a celebração da Missa (nomeadamente a consagração da hóstia) e dos sacramentos (como o batismo por exemplo), que são exclusivos dos membros do clero (exceptuando os diáconos). Eles podem-se distinguir entre aqueles que compõem o clero regular e o clero secular.
O clero está disposto numa hierarquia ascendente, baseado nos 3 graus do Sacramento da Ordem (o Episcopado, o Presbiterado e o Diaconato), que vai desde do simples diácono, passando pelo presbítero, bispo, arcebispo, primaz, patriarca (em casos mais especiais) e cardeal, até chegar ao cargo supremo de Papa. O clero regular tem a sua própria hierarquia e títulos eclesiásticos, sendo ele pelo menos subordinado ao Papa.
Todos os ministros sagrados são homens, porque os doze Apóstolos são todos homens e Jesus, na sua forma humana, também é homem. Isto não quer dizer que o papel da mulher na Igreja seja menos importante, mas apenas diferente. Exceptuando em casos referentes aos diáconos e a padres ordenados pelas Igrejas orientais católicas e pelos ordinariatos pessoais (estruturas que albergam ex-anglicanos que se converteram ao catolicismo), todo o clero católico é obrigado a observar e cumprir o celibato. Nas Igrejas orientais, o celibato é apenas obrigatório para os bispos, que são escolhidos entre os sacerdotes celibatários.
A actividade e disciplina do clero são reguladas e supervisionadas pela Congregação para o Clero (no caso dos padres e dos diáconos) e pela Congregação para os Bispos (no caso do episcopado). O clero de rito oriental é também supervisionado pela Congregação para as Igrejas Orientais. A Igreja defende que todos os seus Bispos (que são coadjuvados pelos presbíteros e diáconos), devido ao sacramento da Ordem, são os sucessores dos Apóstolos, sendo o Papa o sucessor directo do Apóstolo Pedro. Daí a autoridade e primazia que o Papa goza.
| Hierarquia da Igreja Católica |
| ----------------------------- |
| Papa                          |
| Cardeal                       |
| Patriarca                     |
| Arcebispo                     |
| Bispo                         |
| Padre                         |
| Diácono                       |
| Leigo                         |

### Episcopado
O Episcopado católico é formado por prelados, que são os ministros sagrados que receberam a totalidade do sacramento da Ordem, sendo por isso considerados como os sucessores directos dos doze Apóstolos. Exceptuando o Papa, que possui jurisdição universal e suprema sobre toda a Igreja Católica, os prelados podem ter jurisdição ordinária ou não sobre as suas respectivas circunscrições eclesiásticas.

#### Papa

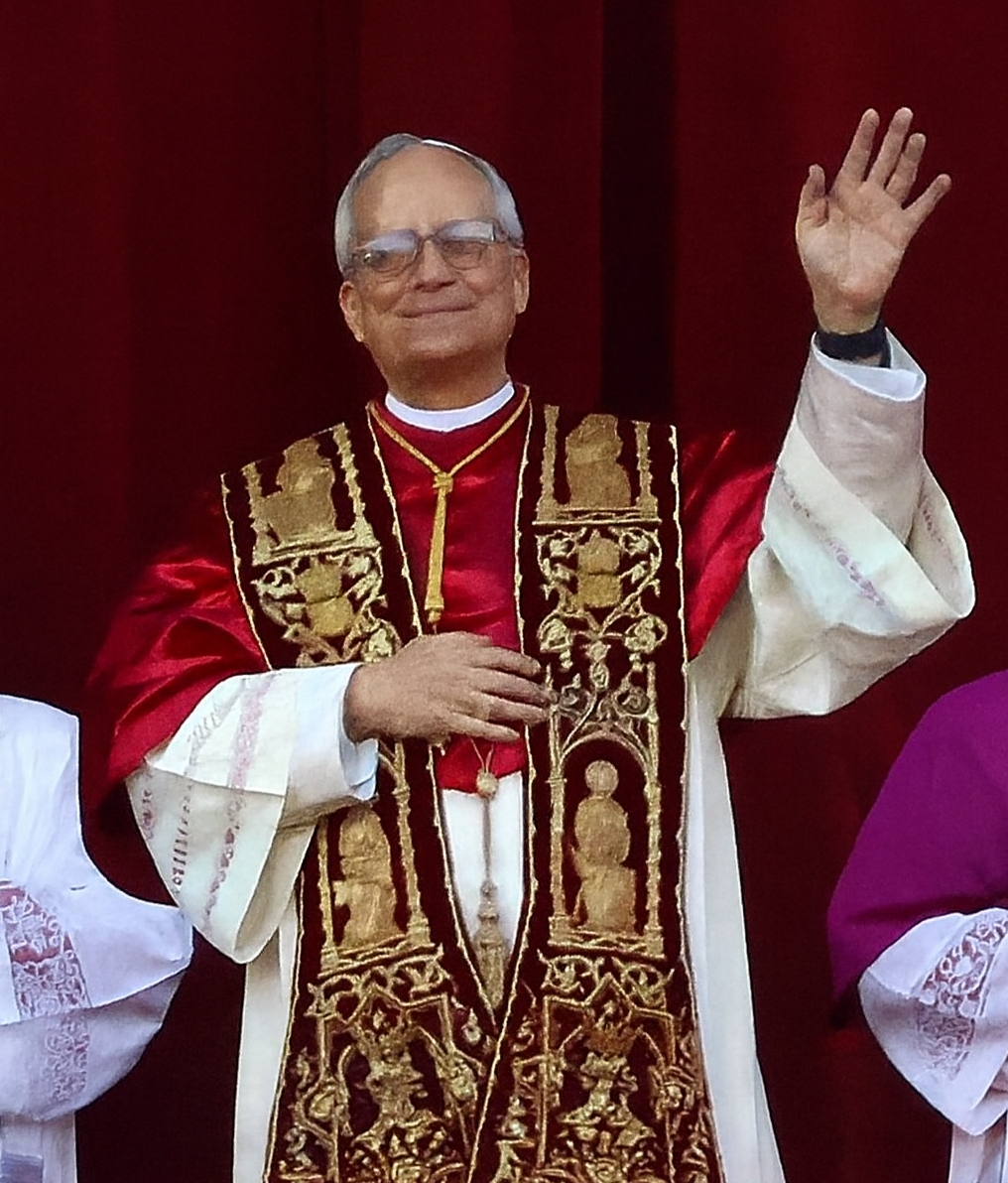
Leão XIV, o atual Papa da Igreja Católica (2025-presente) e sucessor de São Pedro.

Para os católicos, o Papa é o Sumo Pontífice e chefe da Igreja Católica, o Vigário de Cristo na Terra, o Bispo de Roma e o possuidor do Pastoreio de todos os cristãos, concedido por Jesus Cristo a São Pedro e, consequentemente, a todos os Papas. O Papa é aconselhado e eleito pelo Colégio dos Cardeais e, no governo da Igreja, é assistido pela Cúria Romana. Ele tem a sua sede (a cátedra de Pedro) em Roma e é também periodicamente aconselhado pelo Sínodo dos Bispos.
Entre outras funções, o Papa tem a missão de manter a integridade e fidelidade do depósito da fé, corrigindo se for necessário qualquer interpretação errada da Revelação divina vigente na Igreja. Para tal, convoca concílios ecuménicos ou então exerce pessoalmente a Infalibilidade Papal, que é uma prerrogativa dada aos Papas pelo Concílio Vaticano I. Este direito só pode ser usado para questões de fé e costumes (moral). Na Igreja Latina e em algumas das Igrejas orientais, só o Papa pode designar os membros acima do nível de presbítero.
Todos os membros da hierarquia respondem perante a Santa Sé, que significa o conjunto do Papa e dos dicastérios da Cúria Romana. Toda esta autoridade papal (Jurisdição Universal) vem da fé de que ele é o sucessor directo do Apóstolo São Pedro.

#### Cardeal

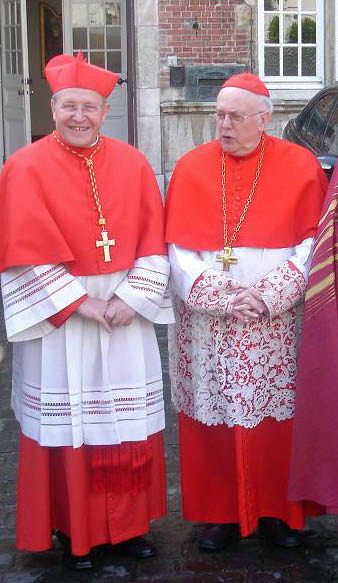
Cardeais com as suas vestes corais.

Os Cardeais, reunidos no Colégio dos Cardeais, são os conselheiros e os colaboradores mais íntimos do Papa, sendo na sua esmagadora maioria bispos. Aliás, o Papa é eleito, de forma vitalícia (a abdicação é rara) pelo Colégio dos Cardeais. Mas, no entanto, o Papa concedeu no passado a presbíteros destacados (por exemplo, a teólogos) lugares de membro do Colégio, após ultrapassarem a idade eleitoral, desde que eles se "distingam em fé, moral e piedade".
Muitos dos cardeais servem na Cúria Romana, que assiste o Papa na administração da Igreja. Todos os cardeais com menos de 80 anos têm o direito de votar para eleger um novo Papa depois da morte ou renúncia (que é rara) do seu predecessor. A cada cardeal é atribuída uma igreja ou capela em Roma para fazer dele membro do clero da cidade, daí nasceu a classificação de:
- Cardeal-bispo
- Cardeal-presbítero
- Cardeal-diácono

#### Patriarca
Os Patriarcas são normalmente títulos possuídos por alguns líderes das Igrejas Católicas Orientais sui iuris, que, com os seus Sínodos, constituem a instância suprema para todos os assuntos dos Patriarcados Orientais, não excluído o direito de constituir novas eparquias e de nomear Bispos do seu rito dentro dos limites do território patriarcal, salvo o direito inalienável do Papa de intervir em cada caso. Estes patriarcas são eleitos pelos seus respectivos sínodos e depois reconhecidos pelo Papa. Ao todo, existe na Igreja Católica seis Patriarcas Orientais:
- Patriarca Católico Copta de Alexandria
- Patriarca Católico Sírio de Antioquia
- Patriarca Greco-Melquita de Antioquia, Jerusalém, Alexandria, e de todo o Oriente
- Patriarca Católico Maronita de Antioquia
- Patriarca Caldeu de Bagdá
- Patriarca Católico Armênio da Cilícia

Na Igreja Latina, alguns grandes e importantes prelados recebem também o título de Patriarca, apesar de o título ser apenas honorífico e não lhes conferirem poderes adicionais. Logo, eles não têm o mesmo poder do que os Patriarcas Orientais. Entre os Patriarcas latinos contam-se o Patriarca Latino de Jerusalém, o Patriarca das Índias Orientais, o Patriarca de Lisboa e o Patriarca de Veneza.
Os Patriarcas, quer sejam do rito latino ou do rito oriental gozam de precedência, ainda que apenas a título honorífico, relativamente a todos os Arcebispos (incluindo os Primazes).
E o seu pronome é "Vossa Beatitude".

#### Arcebispo

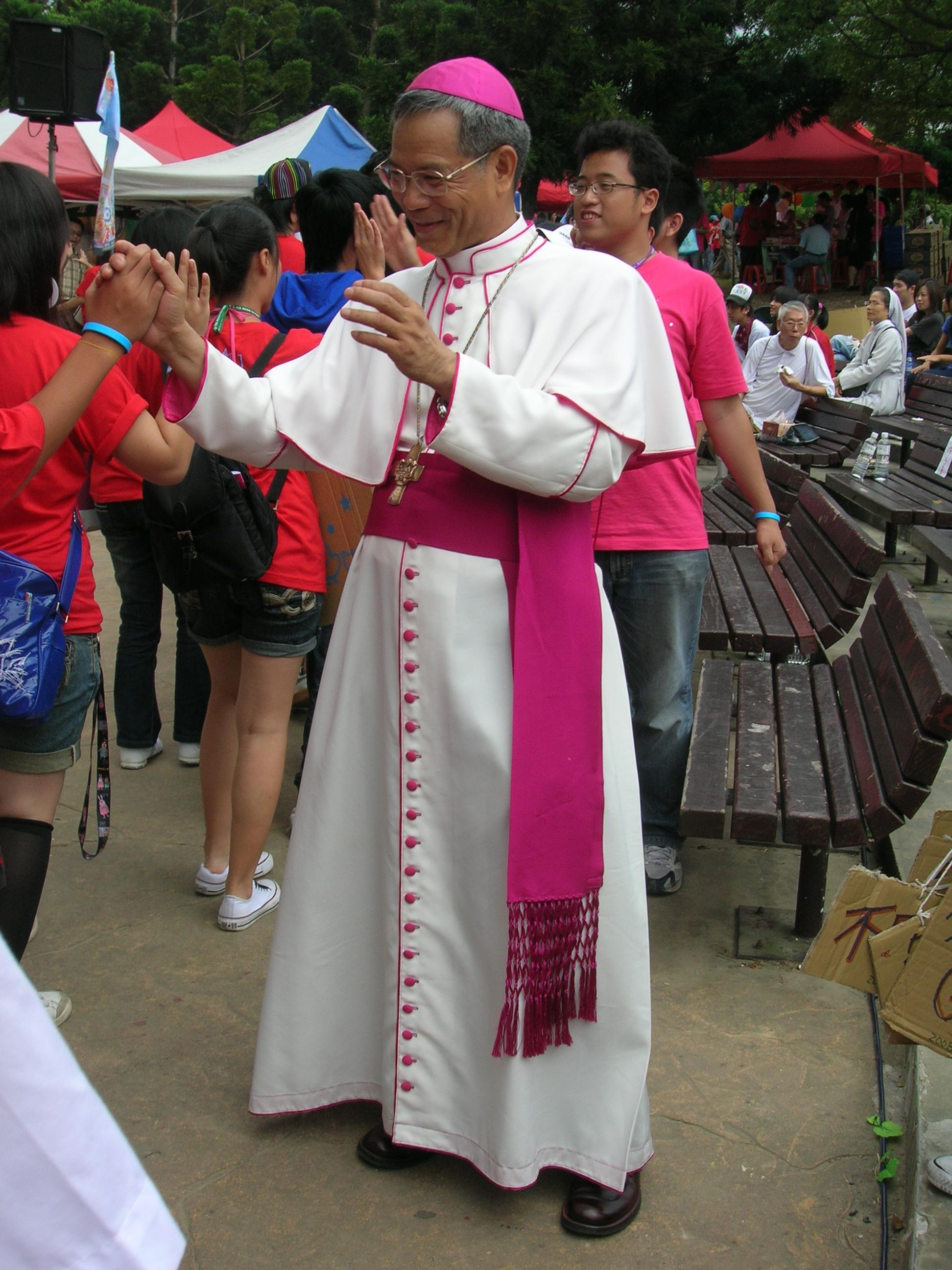
Um arcebispo metropolita.

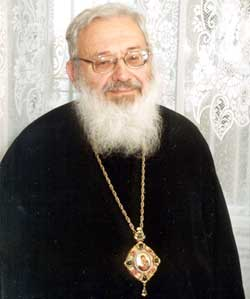
Arcebispo Maior Lubomyr Husar da Igreja Greco-Católica Ucraniana (de rito oriental), de 2001 a 2011.

Os Arcebispos são prelados que, na maioria dos casos, estão à frente das arquidioceses. Se a sua arquidiocese for a sede de uma província eclesiástica (o que pode não acontecer), eles, que tornar-se-iam em arcebispos metropolitas, normalmente têm também poderes de supervisão e jurisdição limitada sobre as dioceses (chamadas sufragâneas) que fazem parte da respectiva província eclesiástica.
O título de arcebispo metropolita é também dado a alguns líderes das Igrejas orientais sui iuris que, devido ao seu reduzido tamanho, não puderam ser elevados a Arquidioceses Maiores ou a Patriarcados. Existem também algumas Igrejas orientais sui iuris que, não conseguindo satisfazer determinadas condições, tiveram que contentar-se com o grau de Arquidiocese Maior. Para estas Igrejas, o seu governo é entregue a um Arcebispo Maior, que também é eleito pelo seu respectivo sínodo e depois confirmado pelo Papa. Estes Arcebispos maiores são honorificamente superiores do que os demais Arcebispos da Igreja Católica.
Além dos arcebispos metropolitas, existem ainda muitos outros títulos, como por exemplo o título de Arcebispo titular, que é dado a Arcebispos que não têm jurisdição ordinária sobre a sua arquidiocese; e também o de Arcebispo primaz, que é dado a Arcebispos das circunscrições eclesiásticas mais antigas ou representativas de alguns países ou regiões.

#### Bispo e outros títulos equivalentes

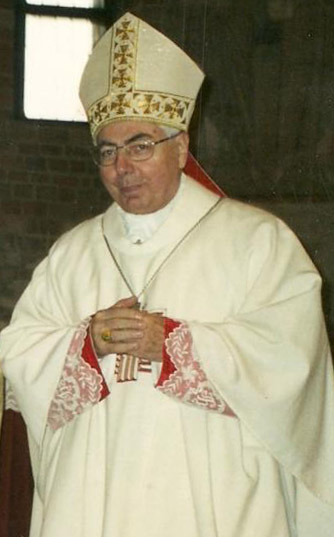
Um Bispo diocesano.

Os Bispos (Diocesano, Titular, Coadjutor, Auxiliar e Emérito) são os sucessores directos dos doze Apóstolos e, por isso, receberam o todo do sacramento da Ordem. Isto conferem-lhes, na maioria dos casos, jurisdição completa sobre os fiéis da sua diocese. Normalmente, só os bispos diocesanos (e os Eparcas, que é o título equivalente de Bispo nas Igrejas católicas orientais) é que gozam deste poder jurisdicional.
Além dos diferentes tipos de Bispos, existem também vários títulos e cargos que, por lei canónica, são equivalentes ao do Bispo diocesano:
- Abade territorial/Abade
- Prelado territorial
- Exarca
- Vigário apostólico
- Prefeito apostólico
- Administrador apostólico
- Ordinário militar
- Ordinário pessoal
- Prelado pessoal
- Eclesiástico Superior de uma missão sui iuris
- Administrador diocesano

### Presbiterato

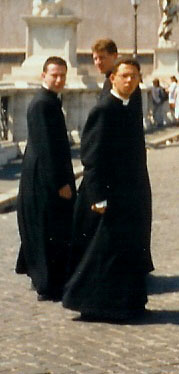
Um grupo de padres.

Os Presbíteros (ou padres) são os colaboradores dos bispos e só têm um nível de jurisdição parcial sobre os fiéis. Isto porque eles não receberam ainda a totalidade do sacramento da Ordem. Alguns deles lideram as paróquias da sua diocese e têm vários títulos (uns honoríficos, outros nem por isso), como por exemplo:
- Vigário
  - Vigário-Geral, Vigário Judicial, Vigário-Episcopal, agem em nome e com a autoridade do Bispo Diocesano.
- Monsenhor (título honorífico; não confere quaisquer poderes sacramentais adicionais)
  - Protonotário Apostólico Numerário
  - Protonotário Apostólico Supranumerário
  - Prelado de Honra de Sua Santidade
  - Capelão de Sua Santidade
- Cônego
- Arquimandrita (apenas um título honorífico usado nas Igrejas orientais sui iuris)

Existem dois tipos de padres: religiosos e diocesanos. Os padres religiosos professam os votos religiosos de pobreza, castidade e obediência. Pertencem a uma Congregação Religiosa, como por exemplo os Franciscanos, Salesianos, Scalabrinianos. Vivem uma Regra de Vida própria, com um carisma e vivem em comunidade e são missionários.
Já os padres diocesanos ficam ligado à diocese pela qual foi ordenado. É o colaborador do Bispo diocesano. Não professam os votos. Trabalham quase sempre em sua diocese.

### Diaconato

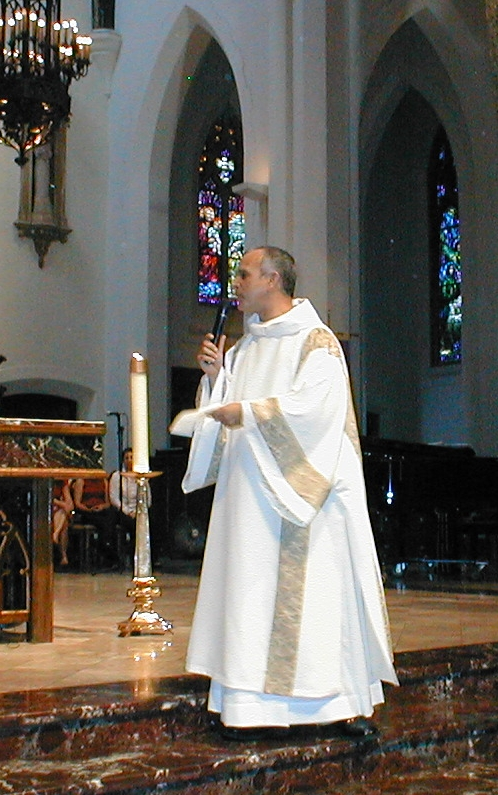
Um diácono.

Os Diáconos são os auxiliares dos bispos e possuem o primeiro grau do sacramento da Ordem. São ordenados para o serviço da caridade, da proclamação da Palavra de Deus e para tarefas específicas na liturgia. Existem diáconos temporários (Os celibatários que estão se preparando para o sacerdócio) e permanentes (Homens casados que estão a serviço da Igreja local) segundo rege o Código de Direito Canônico. O ministério do diácono caracteriza-se pelo exercício dos três munus próprios do ministério ordenado, segundo a perspectiva específica da diaconia.
Relativamente ao munus docendi, o diácono é chamado a proclamar a Escritura e a instruir e exortar o povo. Isso é expresso mediante a entrega do livro dos Evangelhos, previsto pelo mesmo rito da ordenação.
O munus santificandi do diácono exerce-se na oração, na administração solene do batismo, na conservação e distribuição da Eucaristia, na assistência e bênção do matrimônio, na presidência ao rito do funeral e da sepultura e na administração dos sacramentais. Faz-se aqui, uma observação importante: sacramentais não são Sacramentos. Sacramentais são bençãos e objetos utilizados nos sacramentos. São definições diferentes dentro da Igreja Católica. Isto mostra claramente que o ministério diaconal tem o seu ponto de partida e de chegada na Eucaristia e que não pode reduzir-se a um simples serviço social.
Finalmente, o munus regendi exerce-se na dedicação às obras de caridade e de assistência e na animação de comunidades ou setores da vida eclesial, dum modo especial no que toca à caridade cristã. É este o ministério mais típico do diácono.
Um casado pode tornar-se diácono permanente, mas um diácono solteiro (permanente ou temporário) não pode contrair matrimónio.
As características da ministerialidade nata do diaconado são, portanto, bem definidas, como se deduz da antiga praxe diaconal e das orientações conciliares (do primeiro ao último Concílio reconhecido pela Igreja).

## Leigos

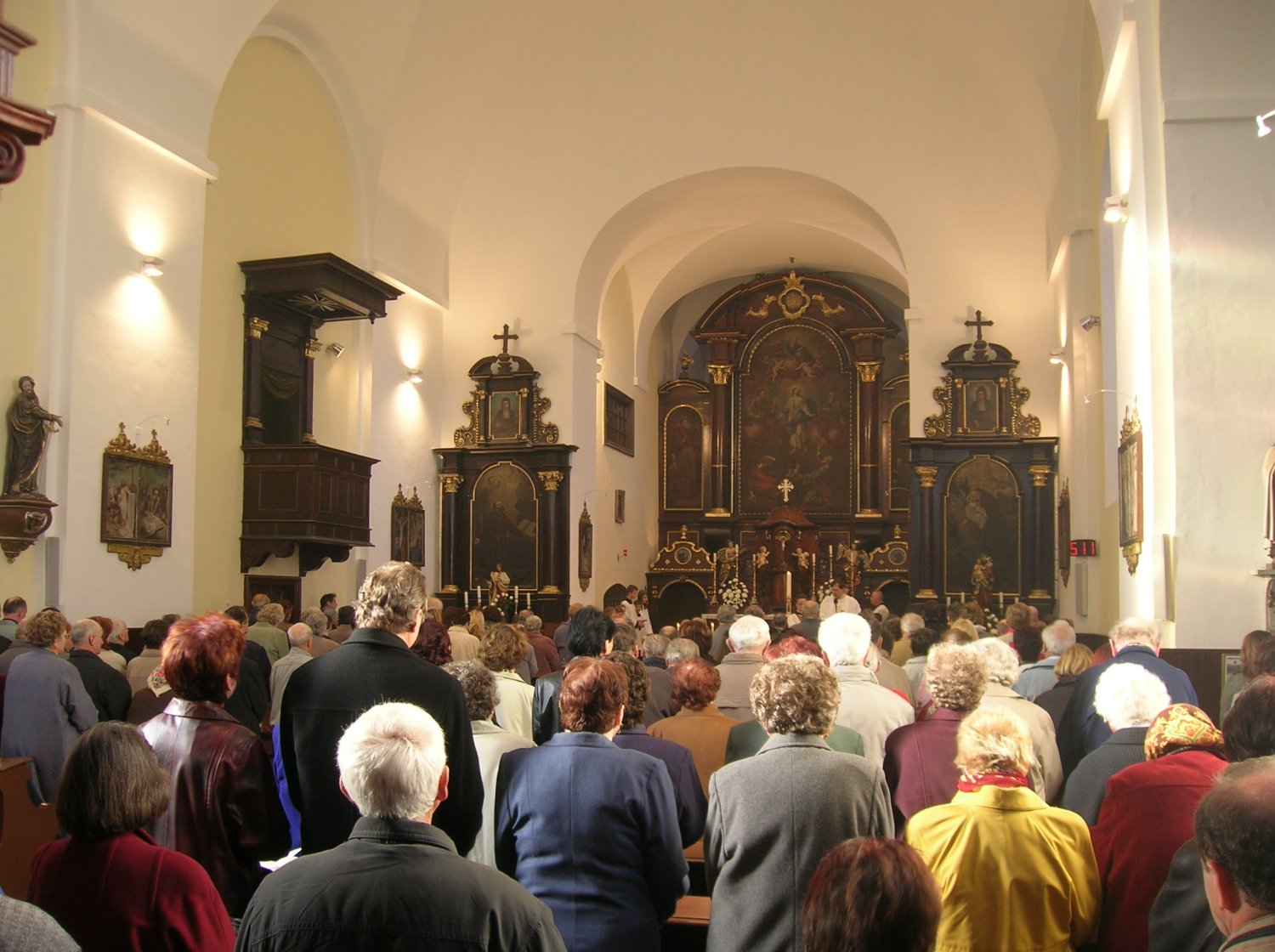
Grande grupo de leigos a participarem numa missa.

A maioria dos membros da Igreja Católica são leigos, que têm a missão de testemunhar e difundir o Evangelho, bem como uma vocação própria a de procurar o Reino de Deus, iluminando e ordenando as realidades temporais segundo Deus, correspondendo assim ao chamamento à santidade e ao apostolado, dirigido a todos os baptizados. Mas, mesmo assim, eles podem também participar das mais diversas formas no governo e administração das suas igrejas locais, segundo as disposições hierárquicas. A origem da palavra leigo vem do grego "Laos theon", que significa o "Povo de Deus".
Antigamente com um papel não tão definido, o papel dos leigos foi desenvolvido no Concílio do Vaticano II (1962-1965), gozam de igualdade em relação ao clero, em termos de dignidade, mas não de funções. Desde então, os leigos tornaram-se, como por exemplo, mais activos e dinâmicos na administração das igrejas, na angariação de fundos, na organização e participação de expressões de culto (sendo, como por exemplo, acólitos, leitores ou membros da cantoria) e de outras actividades paroquiais ou diocesanas, na catequese, no apostolado, na evangelização, na solidariedade social, entre outras áreas. Na diversidade de funções e ministérios não instituídos que os leigos desempenham na Igreja, existe ainda a função de Ministro extraordinário da comunhão.
Actualmente, é frequentemente feita a distinção entre leigos católicos praticantes e católicos não praticantes, que, segundo quem advoga esta divisão, tende ser cada vez maior nos países desenvolvidos e ocidentais. Contudo, esta classificação não é secundada pela Igreja Católica, aliás, à luz dos ensinamentos do Magistério da Igreja não faz qualquer sentido, uma vez que, por exemplo, a participação da Missa Dominical é obrigatória, sendo a falta a esta um pecado mortal, que afasta (pelo menos até à confissão) o penitente da graça de Deus.

## Consagrados

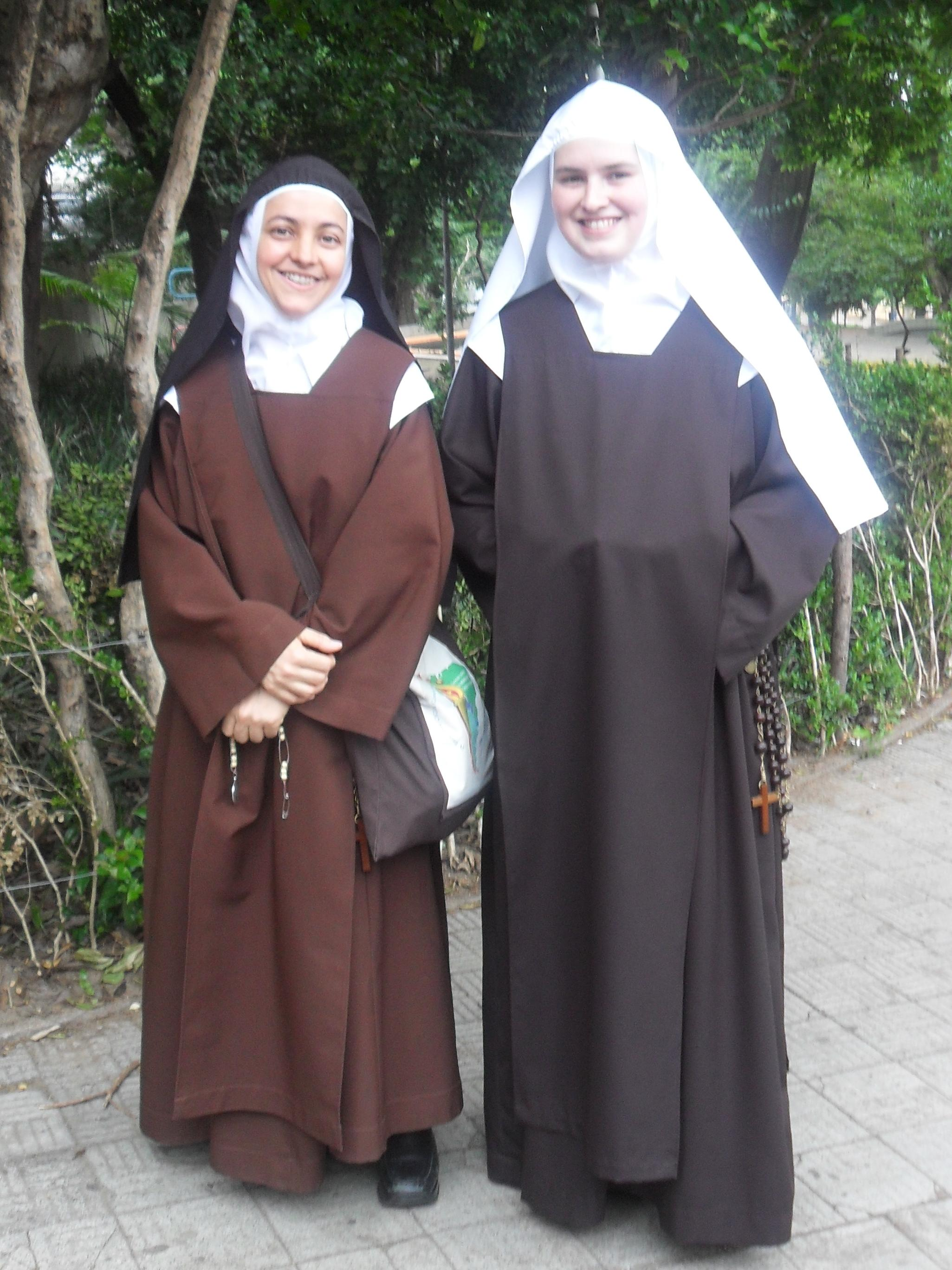
Duas freiras carmelitas.

As pessoas consagradas, que podem ser leigos, religiosos ou clérigos, normalmente agrupam-se em ordens religiosas ou em institutos seculares, existindo porém aqueles que vivem isoladamente ou até em comunidade aberta, junto dos outros leigos não consagrados. Eles decidiram tomar uma vida consagrada de modo especial a Deus com a profissão dos conselhos evangélicos: castidade no celibato, pobreza e obediência". Entre estas pessoas, algumas aceitam levar uma vida de clausura monástica ou conventual.
Esta forma de vida é reconhecida e supervisionada pela Congregação para os Institutos de Vida Consagrada e as Sociedades de Vida Apostólica (os consagrados de rito oriental são supervisionados pela Congregação para as Igrejas Orientais), sendo classificada pela Igreja Católica como "uma resposta livre a um chamamento particular de Cristo, mediante a qual os consagrados se entregam totalmente a Deus e tendem para a perfeição da caridade sob a moção do Espírito Santo".
Entre os diferentes tipos de consagrados e títulos existentes destacam-se os seguintes:
- Abade e Abadessa (nas Abadias)
- Monge e Monja (nos Mosteiros)
- Frade e Freira (nos Conventos)
- Eremitas (nos Eremitérios)